# سند التأثير الاجتماعي

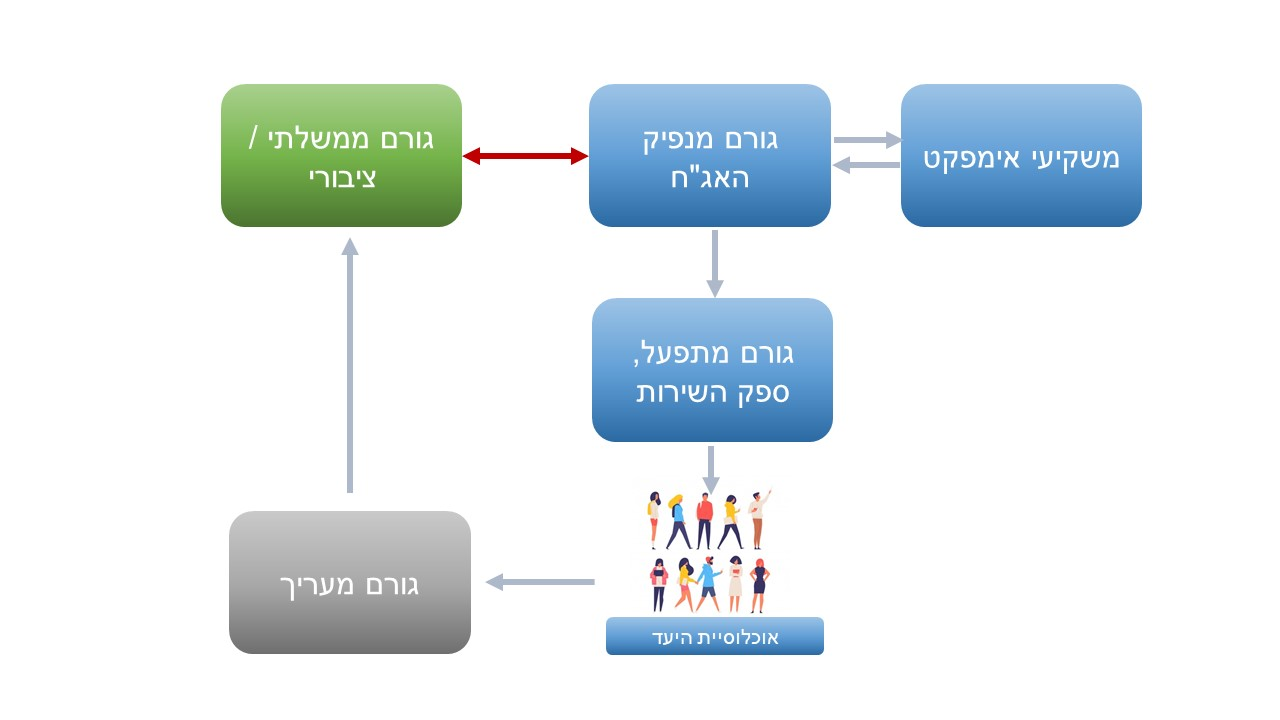

سند التأثير الاجتماعي (بالإنجليزية: Social impact bond)‏، هي عقد اتفاق أو بمثابة أداة مالية حيث يستثمر الأفراد في برامج عمومية أو حكومية، حيث يتم الالتزام بتحقيق نتائج اجتماعية مُحسنة ينتج عنه عائد على الاستثمار. صاغ هذا المصطلح في الأصل جيف مولغان، الرئيس التنفيذي لمؤسسة يونغ. تم إطلاق أول سندات التأثير الاجتماعي في سبتمبر 2010 مِن قبل شركة "Social Finance Ltd.".